# Coreopsis auriculata
Coreopsis auriculata, trajnica iz roda djevojačko oko. Smještena je u tribus Coreopsideae, porodica glavočika. 
Domovina joj je jugoistok Sjedinjenih država, poimence Alabama, Florida, Georgia, Kentucky, Louisiana, Mississippi, Sjeverna Karolina, Južna Karolina, Tennessee, Virginia, Zapadna Virginia.
Biljka naraste do 10 do 30 cm, ali ponekad i do 60 cm. U proljeće i rano ljeto procvjeta zaobljenim žutim cvjetnim glavicama. Voli vapnenačka tla, a česta je uz putove i na šumskim čistinama. U prošlosti se od nje proizvodila narančasta boja. Neki od kultivara su ‘nana’ i  ‘Elfin Gold’